# Desgarrada
Desgarrada, é uma cantiga popular em que os cantadores vão improvisando, desafiando e respondendo um ao outro, normalmente ao som de concertina. Para além de "Desgarradas", também recebem denominações de Cantares ao Desafio, Cantigas ao Desafio, Cantigas à Desgarrada, etc..
O termo também é utilizado para caracterizar uma forma de interpretação de fado, neste caso com acompanhamento de viola e guitarra portuguesa, com reconhecidos intérpretes como Fernando Maurício ou Vicente da Câmara
Entre os artistas que gravaram desgarradas podemos encontrar nomes como Quim Barreiros, Augusto Canário ou até Jorge Ferreira, que por várias vezes visitou este género.

## História
Ligadas a ocasiões festivas, como romarias, feiras, desfolhadas, serões, etc., ou em Encontros de Cantadores, as desgarradas podem eventualmente ser escutadas em todo o país, embora as tradições seja mais profundas em Trás-os-Montes, províncias do Minho, no Douro Litoral e Beira Alta.
Nos cantares ao desafio, durante largos minutos, são abordados os temas como escárnio e maldizer, amor e ódio, fé e caridade, improvisando as rimas e respondendo, preferencialmente de forma jocosa, ao outro cantador, podendo ser encontradas origens trovadorescas.
É possível encontrar, numa edição de 1927, a seguinte referência à intervenção de uma cantadeira:
Em 2005, os cantares ao desafio ou as galegas regueifas fizeram parte da candidatura da "Tradição oral 
galaico-portuguesa" a Património Imaterial da Humanidade, junto da UNESCO. A Organização das Nações Unidas para a Educação, Ciência e Cultura rejeitou esta candidatura considerando que era demasiado abrangente.

## Lista de agremiações
- Associação de Cantadores ao Desafio e Tocadores de Concertinas da Beira Alta, em Castro Daire [15]
- Associação de Tocadores e Cantadores ao Desafio Famalicense, em Gavião, em Vila Nova de Famalicão [16]
- Associação Cultural Desportiva Recreativa dos Amigos Tocadores de Concertinas do Concelho de Ponte de Lima, em Ponte de Lima [17]
- Associação Popular de Cantares ao Desafio de Vila Nova de Famalicão, em Vila Nova de Famalicão [18]